# Tytthus parviceps
Tytthus parviceps är en insektsart som först beskrevs av Reuter 1890.  Tytthus parviceps ingår i släktet Tytthus och familjen ängsskinnbaggar. Inga underarter finns listade i Catalogue of Life.